# Nemerle
Nemerle — гибридный язык высокого уровня со статической типизацией, сочетающий в себе возможности функционального и объектно-ориентированного программирования, для платформ .NET и Mono (язык компилируется в CIL и является CLS-совместимым). Главная особенность языка — развитая система метапрограммирования.

## История
Разработка языка Nemerle началась в 2003 году в университете Вроцлава (Польша). Команда разработчиков состояла всего из трёх человек, все они на момент начала разработки были аспирантами Вроцлавского университета. Михал Москаль — лидер команды и автор системы вывода типов, Камиль Скальски — разработчик системы макросов и расширяемого парсера, и Павел Ольшта — автор кодогенератора и реализации механизма сопоставления с образцом.
Название языка происходит от имени мага Nemmerle из «Волшебника Земноморья» Урсулы Ле Гуин.
Язык изначально проектировался под платформу .NET. 12 марта 2010 года была выпущена первая бета-версия компилятора языка, поддерживающая работу приложений под управлением .NET 3.5. Язык, его реализация и документация выпускаются под свободной BSD-подобной лицензией, допускающей свободное использование их в любых целях.
Первый релиз (версия 1.0) комплекта ПО для программирования на Nemerle выпущен 13 мая 2011 года, на текущий момент самой свежей является версия 1.2, работающая на платформе .NET 4.0. В комплект, доступный для свободного скачивания, входит инсталлируемый компилятор языка и набор библиотек для встраивания в Microsoft Visual Studio 2008, отдельный компилятор (для работы без Visual Studio), экспериментальная версия ПО, интегрируемого с Visual Studio 2010, а также исходные коды. Текущая версия компилятора поддерживает включение в проект кода на C# 6.0, при условии неиспользования небезопасного кода.
С июня 2012 года команда разработчиков Nemerle стала частью компании JetBrains, которая займётся дальнейшей разработкой и поддержкой языка.

## Характеристика языка
Nemerle позиционируется как язык общего назначения. Он сочетает в себе несколько парадигм программирования: объектно-ориентированное программирование, императивное программирование, функциональное программирование и метапрограммирование. Из-за такого сочетания концепций, написание программ на Nemerle возможно используя разные стили: в императивном подходе код будет аналогичен коду программ C# (за исключением некоторых нюансов напр. указания типа), в функциональном подходе исходный код будет родственен языкам семейства ML (ML, OCaml, F#, Haskell), включая их особенности:
- функции высшего порядка
- сопоставление с образцом (pattern matching)
- алгебраические типы
- локальные функции
- кортежи и анонимные типы
- частичное применение

Вдобавок к императивным и функциональным парадигмам, Nemerle обладает мощной системой макросов, которые предоставляют пользователю возможность добавлять новые конструкции в язык и описывать решение задач в декларативном стиле с помощью создания собственных предметно-ориентированных языков программирования (DSL).

### Особенности
Характерной особенностью Nemerle, как и всех языков, типизированных по Хиндли — Милнеру является мощная система вывода типов.

#### Вывод типов
```
def
 
x
 
=
 
1
;
 
// int

def
 
myList
 
=
 
List
();
 
// generic List[T], T должен выводиться из дальнейшего использования

myList
.
Add
(
x
);
       
// благодаря этой строке компилятор определяет тип myList как List[int]

```

#### Все является выражением
```
def
 
x
 
=

  
{
 
// эквивалент x = 3

    
def
 
y
 
=
 
1
;

    
def
 
z
 
=
 
2
;

    
y
 
+
 
z
  
// последнее выражение в блоке является значением блока

  
}

def
 
x
 
=

  
if
 
(
DateTime
.
Now
.
DayOfWeek
 
==
 
DayOfWeek
.
Monday
)
 
// if, using, try  - тоже являются выражениями

    
"Monday"

  
else

    
"other day"
;

def
 
x
 
=
 
try

{

  
Int32
.
Parse
(
someString
)

}

catch

{

  
|
 
FormatException
()
 
=>
 
0
;

}

```

#### Кортежи
```
def
 
k
 
=
 
(
1
,
 
"one"
);
 
// k : (int * string)

def
 
(
a
,
 
b
)
 
=
 
k
;
 
// a = 1, b = "one"

```

#### Сопоставление с образцом
```
def
 
result
 
=
 
match
 
(
number
)

{

  
|
 
0
            
=>
 
"zero"

  
|
 
1
            
=>
 
"one"

  
|
 
x
 
when
 
x
 
<
 
0
 
=>
 
"negative"

  
|
 
_
            
=>
 
"more than one"

}

```

Сопоставление с привязкой к переменным:
```
def
 
check
 
(
o
 
:
 
object
)
 
{

  
match
 
(
o
)
 

  
{

    
|
 
i
 
is
 
int
    
=>
 
$"An int: $i"

    
|
 
s
 
is
 
string
 
=>
 
$"A string: $(s.ToUpper())"

    
|
 
_
           
=>
 
"Object of another type"

  
}

}

```

Сопоставление у кортежей:
```
match
 
(
tuple
)
 

{

  
|
 
(
 
42
,
 
_
 
)
 
=>
 
"42 on first position"

  
|
 
(
 
_
,
 
42
 
)
 
=>
 
"42 on second position"

  
|
 
(
 
x
,
 
y
 
)
  
=>
 
$"( $x, $y )"

}

```

Сопоставление по Regexp:
```
using
 
Nemerle.Text
;

regexp
 
match
 
(
str
)
 
{

  
|
 
"a+.*"
                          
=>
 
printf
 
(
"a\n"
);

  
|
 
@"(?<num : int>\d+)-\w+"
        
=>
 
printf
 
(
"%d\n"
,
 
num
 
+
 
3
);

  
|
 
"(?<name>(Ala|Kasia))? ma kota"
 
=>

     
match
 
(
name
)
 

     
{

       
|
 
Some
 
(
n
)
 
=>
 
printf
 
(
"%s\n"
,
 
n
)

       
|
 
None
     
=>
 
printf
 
(
"noname?\n"
)

     
}

  
|
 
_
                               
=>
 
printf
 
(
"default\n"
);

}

```

#### Функциональные типы и локальные функции
```
def
 
next
(
x
)
 
{
 
x
 
+
 
1
 
};

def
 
mult
(
x
,
 
y
)
 
{
 
x
 
*
 
y
 
}

def
 
fibbonacci
(
_
)

{

  
|
 
0
     
=>
 
0

  
|
 
1
     
=>
 
1

  
|
 
i
 
=>
 
fibbonacci
(
i
 
-
 
1
)
 
+
 
fibbonacci
(
i
 
-
 
2
)

}

Console
.
WriteLine
(
next
(
9
));
        
// 10

Console
.
WriteLine
(
mult
(
2
,
 
2
));
     
// 4

Console
.
WriteLine
(
fibbonacci
(
10
));
 
// 55

```

#### Метапрограммирование
Nemerle позволяет создавать, анализировать и модифицировать код программы во время компиляции с помощью макросов. Макросы могут быть использованы в виде вызова метода либо в виде новых конструкций языка. Большая часть конструкций в языке реализована с помощью макросов (if, for, foreach, while, using и т. д.).
Пример макроса «if»:
```
macro
 
@if
 
(
cond
,
 
e1
,
 
e2
)

syntax
 
(
"if"
,
 
"("
,
 
cond
,
 
")"
,
 
e1
,
 
Optional
 
(
";"
),
 
"else"
,
 
e2
)

{

  
/*

    <[ ]> // <[ ]> определяет области квазицитирования, код внутри них преобразуется в AST Немерле,

          аналогично преобразованию кода в Expression компилятором C#

  */

  
<
[

    
match
 
(
$
cond
 
:
 
bool
)

    
{

      
|
 
true
 
=>
 
$
e1

      
|
 
_
 
=>
 
$
e2

    
}

  
]
>

}

// Вышеприведённый макрос вводит в язык конструкцию if,

def
 
max
 
=
 
if
 
(
a
 
>
 
b
)
 
a
 
else
 
b
;

// которая при компиляции раскрывается в

def
 
max
 
=
 
match
 
(
a
 
>
 
b
)

{

  
|
 
true
 
=>
 
a

  
|
 
_
    
=>
 
b

}

```

### Основные концепции
- Типобезопасные «гигиеничные» макросы и квазицитирование c возможностью расширения синтаксиса.
- Наличие локальных функций (лексических замыканий). Функция является объектом первого класса.
- Гарантированная оптимизация хвостовой рекурсии, то есть хвостовая рекурсия всегда заменяется циклом при компиляции.
- Выведение типов. В частности, возможно выведение типов локальных переменных и выведение сигнатуры локальных функций.
- Отсутствие четкой границы между инструкцией (statement) и выражением (expression). «Everything is expression». Например, условный оператор может находиться внутри арифметического выражения. Нет необходимости в инструкции return.
- Блоки кода, упраздняющие необходимость в таких инструкциях, как break или continue.
- Алгебраические типы данных, кортежи и сопоставление с образцом.
- Упрощенный синтаксис работы со списками. Списочные литералы.
- Частичное применение операторов и функций — простая генерация обёртки некоторой функции, в которой часть параметров подставлена заранее, а часть передаётся непосредственно при вызове функции.

### Особенности синтаксиса
Синтаксис Nemerle очень близок к C#, но имеет ряд характерных отличий, в том числе позаимствованных из функциональных и скриптовых языков. Вот некоторые из них:
- Наряду с обычным порядком заключения элементов программы (классов, составных операторов, тел методов) в фигурные скобки, поддерживается альтернативный вариант описания структуры программы, базирующийся на отступах, как в Python.
- В описании переменных и методов тип указывается в стиле OCaml (похоже на Pascal, но без возможности задать несколько имен переменных) в виде «переменная : тип».
- Имена могут, помимо букв, цифр и знака подчёркивания, содержать знак апострофа «'».
- Объявления локальных функций и констант начинаются с def.
- Наряду с унаследованным от C# объявлением главной функции программы в виде статического метода Main головного класса программы поддерживается прямое размещение кода в файле без помещения его в какой-либо класс или метод.
- Переменные объявляются с помощью модификатора mutable (а не def). Таким образом, синтаксис поощряет использование неизменяемых объектов, что соответствует идеологии функционального программирования.
- Создание экземпляра класса выполняется вызовом его конструктора — «ИмяКласса(параметры конструктора)» без необходимости указывать ключевое слово new (как это принято в C#).
- Команда подключения пространства имён using подключает все вложенные пространства имён, а также позволяет прямо подключить конкретный тип, что даёт возможность использования его статических членов (например, методов классов или констант перечислений) без квалификации имени.
- Статические классы (классы, имеющие только статические методы и поля) описываются с ключевым словом module вместо class и не требуют указания модификатора static перед каждым членом класса.
- Введены две отдельные конструкции для статического уточнения и динамического приведения типов (: и :> соответственно).
- В стандартной библиотеке имеется тип «список» (list), являющийся однонаправленным связанным списком. Списки являются неизменяемыми и ведут себя во многом аналогично строкам C#. Для этого типа в языке предусмотрен специализированный синтаксис, значительно упрощающий работу с ним (литералы, возможность использования списка в сопоставлении с образцом).
- Введён тип «вариант» (variant) — аналог алгебраических типов в функциональных языках.
- Введён тип «кортеж» (tuple) — безымянная, незменяемая структура данных, содержащая несколько (возможно разнотипных) элементов. Для кортежей поддерживается структурное соответствие. Кортежи удобны, когда требуется вернуть несколько значений из функции, свойства или просто организовать любое выражение.
- Конструкцию переключения switch заменила конструкция сопоставления с образцом match, обладающая большими возможностями (позаимствовано из ML-подобных языков).
- Гарантировано преобразование компилятором хвостовой рекурсии в цикл. Это позволяет описывать повторяющиеся вычисления рекурсивно, не опасаясь, что применение рекурсии приведёт к исчерпанию памяти. Поддерживается только для одной функции. Поддержка взаимно-рекурсивных функций пока что не реализована.
- Отсутствует специальный синтаксис (используемый в C#) для финализатора (конструкция «~ИмяКласса()»), как провоцирующий ошибочное понимание у программистов, знакомых с C++. Финализатор описывается как обычный виртуальный метод Finalize(), причём компилятор не обеспечивает автоматический вызов финализатора класса-родителя.
- Имеется возможность объявления значений используемых по умолчанию в параметрах и синтаксис вызова с явным указанием имён параметров в произвольном порядке.
- В стандартной библиотеке языка есть три макроса, реализующих условные операторы: if, отличающийся тем, что в нём обязательна ветвь else, when, представляющий собой «if без else», и unless, представляющий собой отрицание when, то есть «when (! условие) выражение». Все условные операторы переписываются соответствующими макросами в оператор match.
- В параметрах, аргументах и именах переменных допускается использование специального подстановочного символа-заместителя «_». Будучи указанным в начале имени переменной или вместо него (то есть если указан только знак подчеркивания), этот символ подавляет предупреждение компилятора о неиспользованной переменной. Использование подчеркивания вместо имени локальной переменной (например, «_ = f(a, b)») позволяет игнорировать значение вычисления (в тех же целях можно использовать стандартный макрос ignore следующим образом: «ignore(f(a, b))»). C# игнорирует их автоматически, что иногда приводит к ошибкам. Nemerle выдает предупреждение, если результат вычисления не используется в дальнейшем. Приведенный прием позволяет указать компилятору, что игнорирование результата сделано не случайно.
- Почти все языковые конструкции (кроме using, class и т. д.) определены как имеющие значение и могут быть использованы в качестве элементов выражений. Однако, выражение может иметь тип void, что соответствует statement в C#.
- В языке поддерживается функциональный тип (обычный для функциональных языков). С его помощью можно по месту описать ссылку на функцию. В C# для передачи ссылок на функции используются делегаты. Nemerle также поддерживает их, но функциональный тип является более удобным, гибким и быстрым решением. Он не требует объявления отдельного типа (как делегат) и не может быть множественным (multicast).
- В языке поддерживается частичное применение функций и операторов, что позволяет создавать функции «на лету». Например, если в некоторую функцию требуется передать другую функцию (например, функцию сложения), то можно частично применить оператор сложения. Выражение «_ + 2» возвращает функцию с одним целочисленным аргументом, прибавляющую к нему значение 2.

### Средства метапрограммирования
Ряд языковых средств кардинальным образом отличает Nemerle от C#, Java, C++. Это макросы и замыкания, причём в виде, более характерном для Lisp или других функциональных языков, нежели для C++. Система макросов позволяет описывать на Nemerle новые синтаксические конструкции и использовать их наравне со встроенными. В действительности, большинство директивных управляющих конструкций, в том числе операторы if, when, циклы всех видов, реализованы в виде макросов стандартной библиотеки Nemerle.

## Среда разработки
Кроме большого количества поддерживаемых редакторов типа emacs, vi, итд. Nemerle имеет бесплатную полноценную IDE, основанную на Visual Studio 2008 Shell, а также может интегрироваться с полноценной Visual Studio 2008, Visual Studio 2010, Visual Studio 2015. Основные механизмы интеграции с VS вынесены в отдельную сборку, не зависящую от VS, так что желающие могут добавить поддержку Nemerle в другие IDE.